# Иомдин, Борис Леонидович
Борис Леонидович Иомдин (род. 19 июня 1976, Москва) — российский лингвист, специалист по теоретической семантике и лексикографии, составитель словарей и организатор олимпиад для школьников. Кандидат филологических наук (2002), ведущий научный сотрудник и заведующий Сектором теоретической семантики Института русского языка имени В. В. Виноградова РАН (до 2022 года).

## Биография
Родился 19 июня 1976 года в Москве. Сын лингвиста, кандидата филологических наук Леонида Лейбовича Иомдина (1947—2024). Окончил математический класс Пятьдесят седьмой школы.
В 1993—1998 годах обучался на филологическом факультете Московского государственного университета по отделению теоретической и прикладной лингвистики, окончил с отличием и получил специальность «лингвист, специалист по теоретической и прикладной лингвистике».
В 1998—2001 годах проходил очную аспирантуру в Институте русского языка имени В. В. Виноградова РАН (ИРЯ РАН). В 2002 году защитил диссертацию «Лексика иррационального понимания» под руководством академика Ю. Д. Апресяна и получил учёное звание кандидата филологических наук.
В 2001—2022 годах работал в ИРЯ РАН, занимал должности от младшего научного сотрудника до ведущего научного сотрудника, заведовал Сектором теоретической семантики и являлся учёным секретарём диссертационного совета. С 2009 года руководил учебно-научным семинаром «Словарь бытовой терминологии». В 2012—2014 годах руководил созданием электронной базы данных по Новому объяснительному словарю синонимов русского языка. Принимал участие в создании Активного словаря русского языка: один из редакторов 3-го тома совместно с В. Ю. Апресян и И. В. Галактионовой, руководитель подготовки 4-го тома.
В 2004—2013 годах преподавал в Институте лингвистики Российского государственного гуманитарного университета (ИЛ РГГУ), занимал должность доцента на кафедре русского языка. Читал лекции и семинары по курсам «Введение в теорию языка», «Общее языкознание», «История лингвистических учений», «Современный русский язык», «Изменения в грамматике», «Лексическая семантика в преподавании РКИ», «Принципы системной лексикографии».
В 2009 году являлся приглашённым профессором в Карловом университете в Праге. В 2011—2022 годах работал в Школе лингвистики НИУ ВШЭ, занимал должность доцента. В 2021—2022 годах являлся приглашённым профессором в Сколковском институте науки и технологий.
В 2003—2005 годах преподавал в НИИ развития образования. С 2006 преподаёт в Летней лингвистической школе. С 2010 года преподаёт в Школе анализа данных Яндекса. В 2017—2020 годах преподавал в Пятьдесят седьмой школе. С 2015 года работает исследователем в израильском отделении Яндекса. В 2022 году вместе с семьёй уехал из России в Израиль. По состоянию на 2024 год преподаёт в Берлине.
Входит в оргкомитет или методическую комиссию Международной лингвистической олимпиады, Московской традиционной олимпиады по лингвистике, конкурса «Русский медвежонок», олимпиады «Высшая проба». Ведёт Telegram-канал «Узнал новое слово».
Владеет русским, английским, немецким, французским, итальянским и ивритом. Женат, есть сын 2007 года рождения.

## Научная деятельность
Область научных интересов — теоретическая семантика и лексикография.
Является автором 27 публикаций в ядре РИНЦ. Число цитирований из ядра РИНЦ — 190, индекс Хирша по ядру РИНЦ — 4.
Избранные публикации:
- Иомдин Б. Л. Семантика глаголов иррационального понимания // Вопросы языкознания. 1999. № 4. С. 71-90.
- Иомдин Б. Л. Многозначные слова в контексте и вне контекста // Вопросы языкознания. 2014. № 4. С. 87-103.
- Иомдин Б. Л. Многозначность в задачах по русскому языку // Русская речь. 2019. № 2. С. 94-111.
- Иомдин Б. Л. Как определять однокоренные слова? // Русская речь. 2019. № 1. С. 109—115.
- Апресян В. Ю., Апресян Ю. Д., Драгой О. В., Иомдин Б. Л., Лауринавичюте А. К., Левонтина И. Б., Лопухин К. А., Лопухина А. А., Урысон Е. В. О методе комплексного семантического, статистического и психолингвистического анализа многозначности // Русская речь. 2019. № 1. С. 8-17.
- Иомдин Б. Л., Морозов Д. А. Кто поймет «Незнайку»? Автоматическое определение сложности текстов для детей // Русская речь. 2021. № 5. С. 55-68.
- Morozov D. A., Glazkova A. V., Iomdin B. L. Text Complexity and Linguistic Features: Their Correlation in English and Russian // Russian Journal of Linguistics. 2022. Т. 26. № 2. С. 426—448.
- Морозов Д. А., Глазкова А. В., Тютюльников М. А., Иомдин Б. Л. Генерация ключевых слов для аннотаций русскоязычных научных статей // Вестник Новосибирского государственного университета. Серия: Лингвистика и межкультурная коммуникация. 2023. Т. 21. № 1. С. 54-66.